# Estádio de Kouekong
O Estádio de Kouekong (em francês: Stade de Kouekong) é um estádio multiuso localizado na cidade de Bafoussam, nos Camarões, inaugurado em 29 de abril de 2016. Em 2019, foi escolhido pela Federação Camaronesa de Futebol para ser uma das sedes oficiais do Campeonato Africano das Nações de 2021, realizado no país. Sua capacidade máxima é de 20 000 espectadores.